# När Jesus dog på Golgata
När Jesus dog på Golgata är en psalm med text från 1912 av Carl Widmark och musik av Charles M. Fillmore.

## Publicerad i
- Segertoner 1988 som nr 643 under rubriken "Pilgrimsvandringen".[1]